# Carl Hermann Jasper Merck
Carl Hermann Jasper Merck (* 30. April 1843 in Hamburg; † 7. Juni 1891 ebenda) war ein deutscher Jurist und Hamburger Senatssyndikus.

## Leben
Merck studierte ab 1865 Rechtswissenschaften in Heidelberg und promovierte 1868 in Göttingen. 1865 wurde er Mitglied des Corps Vandalia Heidelberg. Am 8. Mai 1868 wurde er in Hamburg als Advokat zugelassen. Am 13. September 1872 wurde er zum Senatssekretär des Hamburger Senates berufen und amtierte als solcher bis 1889. Am 28. Januar 1889 erfolgte die Berufung zum Senatssyndikus. Er war bis 1891 als Mitglied des Senates tätig, Carl F. Zellmann wurde sein Nachfolger.

## Familie
Merck war Sohn von Carl Hermann Merck. Am 25. Juli 1876 heiratete Merck Magdalene Meyer (* 19. Dezember 1857 in Hamburg), Tochter des Kaufmanns Arnold Otto Meyer. 